# Austin 40
Der Austin 40 hp war ein Oberklasse-Pkw, den die Austin Motor Company von 1908 bis 1913 fertigte.

## Von Jahr zu Jahr

### Austin 40 hp (1908–1911)
Der erste Austin 40 hp besaß einen seitengesteuerten Vierzylinder-Reihenmotor mit 121 mm Bohrungsdurchmesser und 127 mm Hub, was einen Hubraum von 5843 cm³ ergab. Es gab zwei Fahrgestelle mit unterschiedlichen Radständen zur Auswahl.
In diesen beiden Ausführungen wurde der Wagen noch bis Ende 1911 gebaut.

### Austin 40 hp (1912–1913)
1912 erschien der Nachfolger. Sein ebenfalls seitengesteuerter Vierzylindermotor besaß auf 125 mm aufgebohrte Zylinder und die Kurbelwelle der großen Austin-Modelle mit 127 mm Hub. Daraus resultierte ein Hubraum von 6236 cm³.
Dieser Tourenwagen repräsentierte die Oberklasse in der Austin-Modellpalette. 1914 war der 40 hp ersatzlos entfallen.